# 스위소텔 더 스탬퍼드
스위소텔 더 스탬퍼드(중국어: 史丹福瑞士酒店, Swissôtel The Stamford)는 싱가포르의 랜드마크인 래플스 시티 안에 있는 호텔로, 스위소텔에서 운영하고 있는 호텔이다. 높이는 226m로 대한민국의 63빌딩보다 23m가 낮은 건축물이며, 연면적은 7만 평방피트(6,500m2)이다. 래플스 시티내 단일 건축물로는 가장 높은 규모이다.

## 같이 보기
- 래플스 시티
- 스위소텔

## 특이 사항
- 웨스틴 스탬퍼드호텔은 1986년 한국의 쌍용그룹 이 완공했을 때는 세계에서 가장 높은 호텔 건물로 70층, 226 미터 (741 피트) 높이로 솟아 있으며 1997년 방콕에 바이 욕 타워 II 가 완공 될 때까지 그 직함을 유지했다. 웨스틴 스탬퍼드호텔은 2002년 1월 1일에 두개의 Westins가 Swissôtel / Raffles Hotels에 매각되었고 The Westin Stamford는 Swissôtel The Stamford로 이름이 바뀌게 되었다.
- 웨스틴 스탬퍼드호텔 시절에는 3층에 야외수영장이 있었으나, 지금은 옆 페어몬트호텔과 수영장을 공유해서 사용하고 있으며 8층에 있다.